# Manfred Lossau
Manfred Joachim Lossau, né le 3 août 1934 à Königsberg et mort le 27 décembre 2017 à Aix-la-Chapelle, est un philologue classique allemand.

## Biographie
Manfred Lossau a passé sa jeunesse à Königsberg (aujourd'hui Kaliningrad) ; à la fin de la Seconde Guerre mondiale, sa famille s'est réfugiée à Varel, en Basse-Saxe. Après son Abitur, Lossau a étudié la philologie classique à l'université de Francfort et à l'université de la Sarre. En 1962, il a obtenu son doctorat avec sa thèse Untersuchungen zur antiken Demosthenesexegese. Il a ensuite travaillé au Thesaurus Linguae Latinae à Munich et à partir du 1er octobre 1966 comme professeur assistant à l'université de Giessen.
En 1973, Lossau est devenu directeur des études à l'université de Trèves, où il a été habilité en 1978 et nommé professeur. Après son éméritat en 1996, il est resté jusqu'en 1999 professeur de philologie classique à l'université du Luxembourg.
Les travaux de Lossau portent sur la littérature grecque de l'époque archaïque jusqu'à l'antiquité tardive. Il est l'auteur d'études et de monographies sur Aristote, Démosthène et Eschyle. Il s'est aussi intéressé à l'histoire des sciences, particulièrement en relation avec Emmanuel Kant et l'ancienne université de Königsberg.
Depuis sa retraite, Lossau a aussi écrit plusieurs romans, dont les thèmes sont basés sur l'antiquité, l'histoire des sciences et sa propre vie.